# Un doctor al camp
Un doctor al camp o Un metge rural(títol original en francès, Médecin de campagne) és una comèdia dramàtica francesa dirigida per Thomas Lilti, estrenada l'any 2016. S'ha doblat al valencià per a À Punt amb el títol d'Un metge rural; anteriorment s'havia subtitulat al català central amb el nom d'Un doctor al camp.

## Argument
La pel·lícula explica el dia a dia de Jean-Pierre Werner, metge rural que només viu pel seu treball, obligat a alentir la seva activitat pel tractament d'un tumor cerebral. Sense prevenir-lo, el seu canceròleg li envia la metgessa Nathalie Delezia per ajudar-lo en la seva tasca. Tenint el costum de fer-ho sempre tot sol, Jean-Pierre no aprecia l'arribada de la metgessa.

## Repartiment
- François Cluzet: Jean-Pierre Werner
- Marianne Denicourt: Nathalie Delezia
- Isabelle Sadoyan: la mare de Werner
- Félix Moati: Vincent Werner
- Christophe Odent: Norès
- Patrick Descamps: Maroini
- Guy Faucher: el Sr. Sorlin
- Margaux Fabre: Ninon
- Julien Lucas: el promés de Ninon
- Yohann Goetzmann: Alexis
- Josée Laprun: la mare de l'Alexis

## Crítica
- *"Lilti no és exactament subtil en els seus arguments però els enriqueix amb humor observacional i esclats d'ironia, i convertint arquetips en personatges de notable fondària[5]
- *"No hi ha dubte de l'habilitat del cineasta per mantenir sota control el to (...). Sempre mesurat, mai efectista.[6]